# 山上宗二
山上 宗二（やまのうえ そうじ、天文13年（1544年） - 天正18年4月11日（1590年5月19日））は、戦国時代から安土桃山時代にかけての堺の豪商（町衆）、茶人。なお忌日は2月27日（新暦になおすと4月1日）という説もある。屋号は薩摩、号は瓢庵。本姓は石川氏。子は山上道七。

## 経歴
千利休に20年間茶の湯を学んだ高弟で、利休に同行して茶会に出席している様子が当時の茶会記から確認できる。
茶匠として豊臣秀吉に仕え、織田信長にも仕えたとする説もある。
天正12年（1584年）、理非曲直の発言で秀吉の怒りを買い、追放され、浪人となる。この後、前田利家に仕えるようになるが、天正14年（1586年）にも再び秀吉を怒らせたために高野山へ逃れ、天正16年（1588年）頃から自筆の秘伝書『山上宗二記』の写本を諸方に授けている。のち、小田原に下って北条氏に仕えた。
天正18年（1590年）の秀吉による北条氏攻め、いわゆる「小田原征伐」の際には当初、小田原城に籠城する北条勢と共にあったが、包囲が始まって数日後の4月8日、茶道を通して交友があった皆川広照が手勢と共に城を抜けて秀吉の包囲軍に投降する際、宗二も同行した。4月10日、利休の仲裁により秀吉との面会が叶う。秀吉は宗二を赦免し再登用しようとしたが、彼が茶席において仕えていた亡き北条幻庵に義理立てしたため、またも怒りを買い、耳と鼻を削がれた上で打ち首にされた。享年46。箱根湯本の早雲寺に追善碑がある。
茶道史においては、天正年間の堺衆の茶の湯の基本史料となっている『山上宗二記』（その茶湯者覚悟十躰に「一期に一度」とある）の筆者として重要である。ただ師匠利休の急激な侘びへの傾斜には戸惑いを隠さず「山を谷、西を東と茶湯の法度を破り、物を自由にす」と、批判とも取れる見解を書き残している。著書は、他に『茶器名物集』、『茶の湯珍書』などがある。

## 演じた人物
- 清水綋治 - 『黄金の日日』（1978年、テレビドラマ）
- 井川比佐志 - 『利休』（1989年、映画）
- 上條恒彦 - 『千利休 本覺坊遺文』（1989年、映画）